# Grotte des Voleurs

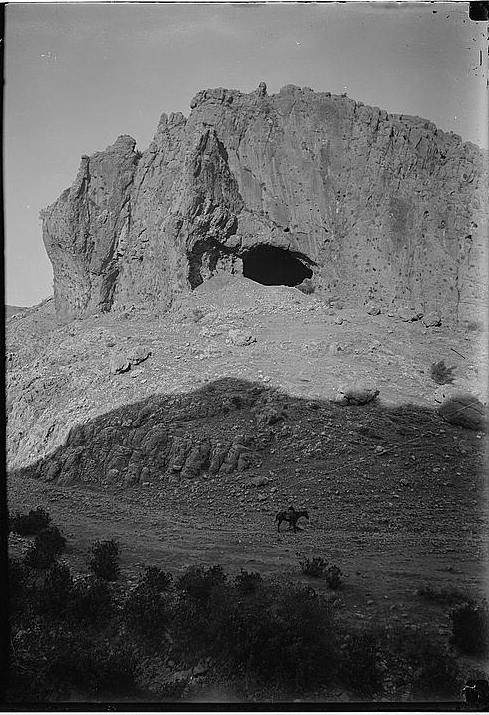
Photographie du site entre 1900 et 1920

Mugharet el-Zuttiyeh (ou grotte des Voleurs en français) est un site préhistorique de Galilée, en Israël. C'est là que fut trouvé en 1925, par l'archéologue britannique Francis Turville-Petre, le crâne fossile connu sous le nom d'« Homme de Galilée »,.

## Géographie

Carte de la Galilée

Le site de Mugharet el-Zuttiyeh se trouve à 800 m du débouché du ruisseau Nahal Amud dans le lac de Tibériade, en Israël. La grotte se situe à environ 30 m au-dessus du lit de l'oued, et à 148 m au-dessous du niveau de la mer. Elle surplombe le début d'un ravin calcaire où le Nahal Amud s'oriente vers l'est. On trouve à 250 m une grotte plus petite connue sous le nom de Mugharet el-Emireh (ou « grotte de la Princesse » en français).

## Histoire

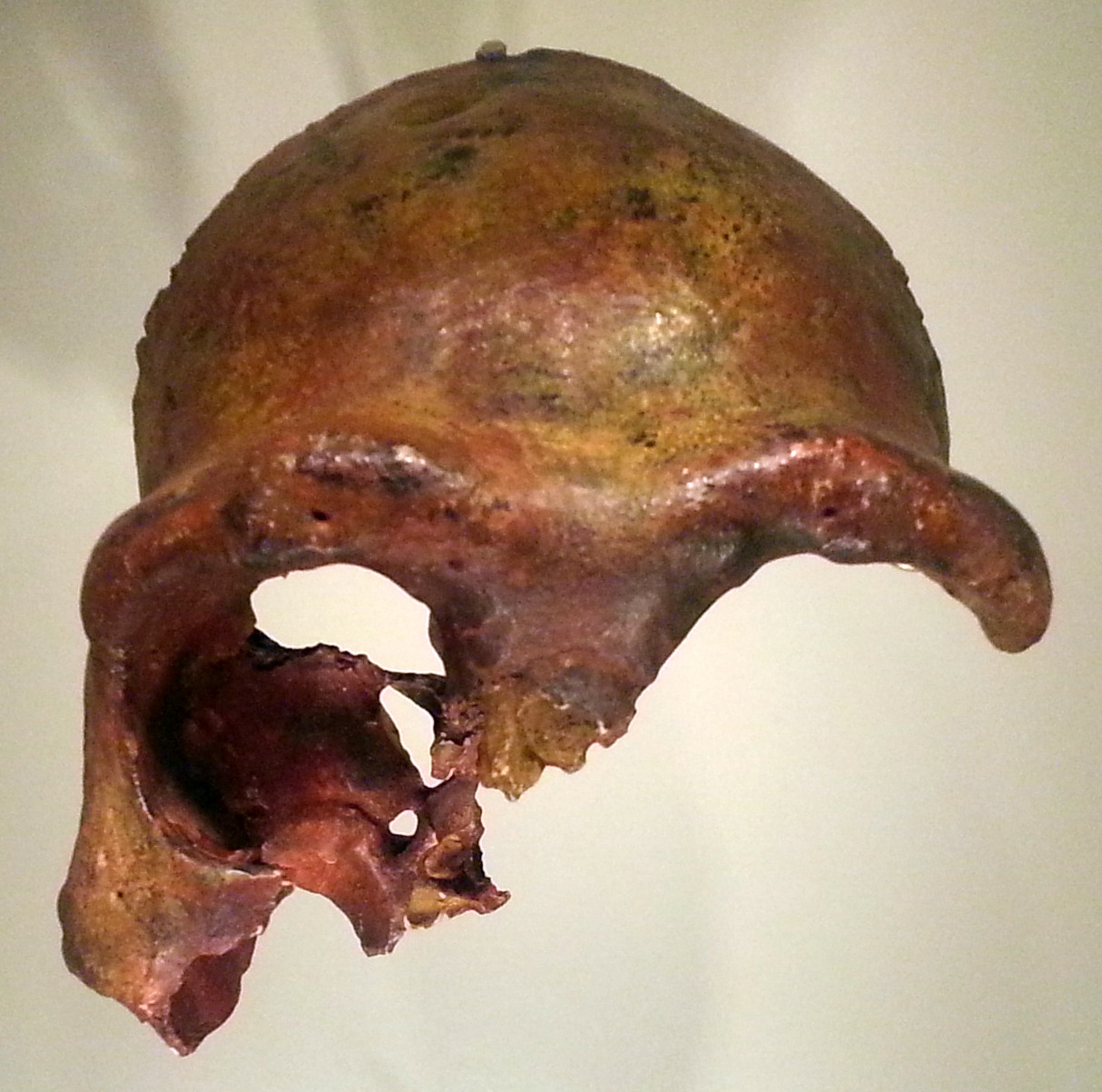
L'« Homme de Galilée » exposé au musée d'Israël (moulage)

La grotte fut fouillée en 1925-1926 par Francis Turville-Petre. C'était la première fouille paléontologique dans la région. Découvert en 1925, le crâne est le premier fossile humain ancien trouvé au Moyen-Orient, et est longtemps resté le fossile humain le plus ancien trouvé dans cette région. Avec les fossiles découverts quelques années après dans les grottes de Es Skhul et Tabun, près de Haïfa, en Israël, l'Homme de Galilée fut classé en 1939 par Arthur Keith et Theodore D. McCown dans une nouvelle espèce, Palaeoanthropus palestinensis,,, ce qui revenait à mélanger dans le même taxon trois formes fossiles aujourd'hui considérées comme des espèces humaines distinctes : Sapiens, Néandertal, et Heidelberg.

## Attribution
L'Homme de Galilée est aujourd'hui attribué à l'espèce Homo heidelbergensis, des études ayant conclu que la face ne présentait pas la même morphologie que celle des néandertaliens,.

## Culture et datation
Les archéologues ont trouvé sur le site plusieurs industries lithiques successives, en fonction des couches stratigraphiques. Une des couches les plus récentes a livré une industrie de type moustérien, et on a d'abord cru que l'Homme de Galilée en était issu. On l'a finalement réattribué à une couche plus ancienne de type acheuléo-yabroudien. Cette industrie du Paléolithique inférieur fait au Moyen-Orient la transition entre l'Acheuléen et le Moustérien local, dénommé Yabroudien (culture définie par Alfred Rust en 1950). Les fouilles de 1925-1926, menées à une époque où n'existait pas de méthode de datation précise, ne permettent pas de donner un âge fiable à l'Homme de Galilée. On peut seulement indiquer que les fouilles modernes de la grotte de Qesem, en Israël, ont conclu que la culture acheuléo-yabroudienne s'étageait entre environ 350 000 et 200 000 ans avant le présent.

## Conservation
Le crâne de Galilée, comme nombre d'autres découvertes de Francis Turville-Petre, est conservé au musée Rockefeller à Jérusalem-Est,. Un moulage est exposé au musée d'Israël